# Алапаевское водохранилище
Алапаевское водохранилище (Алапаевский пруд) — водохранилище на реке Нейве, в черте города Алапаевска Свердловской области. Создано как заводской пруд в 1824 году для Алапаевского металлургического завода, который к тому моменту функционировал уже более ста лет, но все эти годы довольствовался водными ресурсами реки Алапаихи (приток Нейвы). Источник производственного, хозяйственно-бытового водоснабжения и рекреационный водоём.

## География
Створ плотины Алапаевского водохранилища расположен в 65 км от устья реки Нейвы.
Берега на большей части застроены, в верховьях покрыты лесом. На берегах также имеются базы отдыха и коллективные сады. Через водоём в двух местах построены мосты.

## История
Первый Алапаевский пруд на реке Алапаихе был построен в 1704 году для обеспечения водой и механической энергией Нижне-Алапаевского казённого железоделательного завода, это было одно из первых или даже первое в России крупное заводское водохранилище. Земляная плотина длиной 181,3 метра, шириной 34,1 метра и высотой 7,8 метра имела вешняк для спуска паводковых вод и два рабочих прореза, из которых вода отводилась для работы механизмов: доменный и молотовый. Заводской пруд имел длину в 4 версты. Однако Алапаиха была маловодной, и завод работал в полную силу только весной.
В 1824 году завод из-за дефицита гидроэнергии перенесён с реки Алапаиха на левый берег Нейвы в 1 версте от старого места, и стал называться Нейво-Алапаевским. К 1840 году высота плотины составляла 15,65 метров. Старый заводской пруд был спущен в 1910 году. Плотина нового завода имела «флютверк»: гидросооружение с водосливом, поверх которого свободно протекал водный поток, а вода к водяным колесам подводилась искусственным каналом. Плотинный мастер Игнатий Евстафьевич Софонов изобрёл и установил первую в Россию водяную турбину (горизонтальное водяное колесо) в 1837 году при листокатальном стане.
В 2014 году проведена реконструкция плотины: укреплён фундамент и расширены функциональные возможности. После ввода гидроузла в эксплуатацию в период паводка одновременно может работать восемь затворов, что снизило риск возникновения чрезвычайных ситуаций. Реконструированная плотина является самой высокой в Свердловской области — её высота 27,5 метров. Пропускная способность водосбросов плотины составляет 600 м³/с.

## Морфометрия
Нормальный подпорный уровень (НПУ) — 114,94 м, уровень мёртвого объёма (УМО) — 112,14 м; площадь водного зеркала при НПУ — 2,40 км², при УМО — 1,08 км²; объем воды при НПУ — 7,40 млн.м³; объем воды при УМО — 2,30 млн.м³; длина — около 8 км; ширина средняя — 0,3 км; глубина средняя 3,1 м, максимальная — 8,0 м; санитарный попуск в нижний бьеф — 1,14 м³/с.
В государственном водном реестре указана площадь до реконструкции: 1,12 км².

## Использование
Водохранилище используется для водоснабжения Алапаевска и в рекреационных целях.

## Данные водного реестра
По данным государственного водного реестра России, водохранилище относится к Иртышскому бассейновому округу, водохозяйственный участок — Реж (без р. Аять от истока до Аятского г/у) и Нейва (от Невьянского г/у) до их слияния, речной подбассейн Тобола, речной бассейн Иртыша.
Код объекта в государственном водном реестре — 14010501821411200010893.